# آرچیبالد استینچکومب
آرچیبالد استینچکومب (انگلیسی: Archibald Stinchcombe; ۱۷ نوامبر ۱۹۱۲ – ۳ نوامبر ۱۹۹۴) بازیکن هاکی روی یخ اهل بریتانیا بود.